# Lista de prefeitos de Itaú (Rio Grande do Norte)
Esta é a lista de prefeitos de Itaú, município brasileiro do estado do Rio Grande do Norte.
| Nº | Prefeito                       | Imagem                    | Partido                     | Início de mandato      | Fim de mandato         | Vice-prefeito                 | Observações                   |
| -- | ------------------------------ | ------------------------- | --------------------------- | ---------------------- | ---------------------- | ----------------------------- | ----------------------------- |
| 1  | Luiz Manoel de Oliveira Filho  |                           | PSD                         | 11 de dezembro de 1954 | 1º de abril de 1955    | —                             | Prefeito nomeado              |
| 2  | Francisco Holanda Cavalcante   |                           | PSD                         | 1º de abril de 1955    | 31 de janeiro de 1960  | Rui Bessa Nunes               | Prefeito e vice eleitos       |
| 3  | Rui Bessa Nunes                |                           | PSD                         | 31 de janeiro de 1960  | 31 de janeiro de 1965  | Luiz Manoel de Oliveira Filho | Prefeito e vice eleitos       |
| 4  | Clidenor Régis de Melo         |                           | UDN                         | 31 de janeiro de 1965  | 31 de janeiro de 1970  | João Batista Fernandes        | Prefeito e vice eleitos       |
| 5  | Francisco de Assis Pinheiro    |                           | ARENA                       | 31 de janeiro de 1970  | 31 de janeiro de 1973  | Clementino Noronha da Silva   | Prefeito e vice eleitos       |
| 6  | Clidenor Régis de Melo         |                           | ARENA                       | 31 de janeiro de 1973  | 31 de janeiro de 1977  | João Batista Fernandes        | Prefeito e vice eleitos       |
| 7  | Francisco de Assis Pinheiro    |                           | ARENA                       | 31 de janeiro de 1977  | 24 de setembro de 1979 | José Monteiro Sobrinho        | Prefeito e vice eleitos       |
| 8  | José Monteiro Sobrinho         |                           | ARENA                       | 24 de setembro de 1979 | 31 de janeiro de 1983  | —                             | Vice-prefeito eleito no cargo |
| 9  | Clidenor Régis de Melo         |                           | PDS                         | 31 de janeiro de 1983  | 31 de janeiro de 1989  | Terezinha Fernandes Maia      | Prefeito e vice eleitos       |
| 10 | Rui Bessa Nunes                |                           | PL                          | 31 de janeiro de 1989  | 31 de dezembro de 1992 | Francisco Brito de Medeiros   | Prefeito e vice eleitos       |
| 11 | Clidenor Régis de Melo         |                           | PFL                         | 1º de janeiro de 1993  | 4 de julho de 1994     | Terezinha Fernandes Maia      | Prefeito e vice eleitos       |
| 12 | Terezinha Fernandes Maia       |                           | PFL                         | 4 de julho de 1994     | 31 de dezembro de 1996 | —                             | Vice-prefeita eleita no cargo |
| 13 | Francisco Neuremberg Fernandes |                           | PL                          | 1º de janeiro de 1997  | 31 de dezembro de 2004 | Airanildes Alves Brasil       | Prefeito e vice eleitos       |
| 13 | Francisco Neuremberg Fernandes | PMDB                      | Francisco Brito de Medeiros | 1º de janeiro de 1997  | 31 de dezembro de 2004 | Prefeito e vice reeleitos     |                               |
| 14 | Antônio Edson de Melo          |                           | PFL                         | 1º de janeiro de 2005  | 31 de dezembro de 2012 | Airanildes Alves Brasil       | Prefeito e vice eleitos       |
| 14 | Antônio Edson de Melo          | DEM                       | Prefeito e vice reeleitos   | 1º de janeiro de 2005  | 31 de dezembro de 2012 | Airanildes Alves Brasil       |                               |
| 15 | Ciro Gustavo Alves Bezerra     |                           | DEM                         | 1º de janeiro de 2013  | 31 de dezembro de 2020 | Paulo César Maia Fernandes    | Prefeito e vice eleitos       |
| 15 | Ciro Gustavo Alves Bezerra     | Prefeito e vice reeleitos | DEM                         | 1º de janeiro de 2013  | 31 de dezembro de 2020 | Paulo César Maia Fernandes    |                               |
| 16 | Francisco André Régis Júnior   |                           | PP                          | 1º de janeiro de 2021  | até a atualidade       | Paulo Fernandes Maia          | Prefeito e vice eleitos       |
| 16 | Francisco André Régis Júnior   | Prefeito e vice reeleitos | PP                          | 1º de janeiro de 2021  | até a atualidade       | Paulo Fernandes Maia          |                               |